# 国鉄キハ391系気動車
国鉄キハ391系気動車は、日本国有鉄道（国鉄）が1972年（昭和47年）に試作したガスタービンエンジンを動力とする試験用の特急形気動車（ガスタービンカー）である。1形式1両のみであったためキハ391形気動車（キハ391がたきどうしゃ）とも呼称された。

## 概要
新幹線網のフィーダーとなる在来線特急列車の高速化、特に非電化区間の高速化を狙い、1972年（昭和47年）にその試作車として開発され、国鉄大宮工場で製作された。
形式は国鉄新系列気動車の車両形式の付番に基づき、数字の百の位は「ガスタービン動車」を表す「3」、十の位は「試作車・試験車」を表す「9」を用いているが、用途記号は事業用車にあたる「ヤ」ではなく営業用に準じ普通車を表す「ハ」を用いている。
特に本形式は片持ち式の連接構造やターボシャフトエンジン直接駆動（機械式）、車体傾斜（自然振子式）を採用したことが特徴であったが、連接構造に起因する種々の問題があった上、試験終了後の1973年（昭和48年）に勃発した第四次中東戦争に端を発する第1次オイルショックの影響によってガスタービン車の開発自体が頓挫してしまい、量産車の登場に至ることはなかった。

## 製造の背景
非電化区間の高速化にあたっては、軽量車体や車体傾斜装置などに加えて、大出力機関の搭載が必要である。しかしディーゼルエンジンの大出力化には排気量の増大が必須で大型化が避けられず、重量も増すため、軽量車体などの効果を相殺してしまう。このため、世界各国の鉄道では、1950年代から1960年代にかけ、非電化区間高速化の切り札として、比較的軽量で大出力が期待できるガスタービンエンジンを用いる車両の開発が進められていた。
日本国内においても、第二次世界大戦後まもなくから開発が始まり、1955（昭和30）年度にいったん打ち切られてしまったものの、1966年（昭和41年）に日本車両工業協会（現：日本鉄道車輌工業会）ディーゼル車技術委員会がガスタービン車両の検討をスタートさせ、翌1967年（昭和42年）には運輸省（現：国土交通省）のバックアップによりガスタービン車両委員会が発足して開発が進められていった。
1968年（昭和43年）には、国鉄の旧形ディーゼル気動車であるキハ07形（キハ07204）にヘリコプター用ターボシャフトエンジンを搭載した機械式ガスタービン車の試験車が登場し、翌1969年（昭和44年）には再改造の上、キハ07 901に改番、その後も幾度かの改造を受けながら定置試験や本線上での試験走行による基礎研究が行われた。
一方、国鉄においても、1960年（昭和35年）に列車速度調査委員会（別名：速度向上委員会）が常設機関として立ち上がり、1968年（昭和43年）の第6回列車速度調査委員会では今後在来線特急列車の表定速度を85 - 90 km/h から100 km/h 以上へ引き上げることが望ましいとされ、当面の速度向上の目標は、最高速度130 km/h 、曲線通過速度+20 km/h以上、となった 。
このうち、電化幹線の超特急（その後電化亜幹線の曲線高速通過に目的を変更）としては1970年（昭和45年）に591系電車が開発されたが、日本には山岳区間の非電化路線も多く、これら路線の高速化を目的に、1970年（昭和45年）から本形式の開発がスタートし、1972年（昭和47年）に落成することとなった 。

## 仕様・構造
動力を持たない16 m級車体（T1・T3車）で 7 m級車体の動力車（M2車）を挟み込んだ、3車体4台車の構造となっている。
先に登場した591系電車では、車両間に連接台車を置く通常の連接構造を採用していたが、本系列では後述するように先頭のT1・T3車は車体傾斜を実施するものの、中間のM2車は後述の理由から車体傾斜を実施しないため、座屈を生じないよう連結部の変位量を大きくする必要があった。このため、中間のM2車は通常のボギー車とし、一方で先頭のT1・T3車は先頭台車（運転台側）しか持たず、自立できない構造となっている。T1・T3車は先頭台車の枕梁が車体中央部を貫通し中間連結部まで伸びる中梁とZリンクで結ばれており、この中梁とM2車を自在接手を用いた中間連結器で連結する形で前後荷重を伝え、加えてM2車からは連接部幌の上部に設置された連接部ころ装置（リンク）で吊るされるような形で支持されている 。
このため、見た目上は3両編成であるが、591系電車と同様、車籍の上では3車体（T1-M2-T3）で1両の扱いとなり、キハ391形（キハ391-1）と称する。

### 車体
低重心化と軽量化のため、車体外板には591系同様に耐食アルミニウム合金（国鉄気動車初）を採用したが、M2車は普通鋼製である。先頭部は181系気動車に準じた屋根高さ（3,400 mm）の貫通構造であるが、客室部分は低重心化のため、床面高さは920 mm（M2車は床面高さ 955 mm）、客室部の全高は3,000 mmと非常に低くなっている  。ただし、先頭台車直上の座席部分は小径車輪（後述）を用いた台車でも干渉するため通路部分を除き若干嵩上げされている  。車体長はT1・T3車が15,950 mm、M2車が7,600 mm、連結面間距離含む全長は41,100 mmであった。車体色は当時の特急形気動車と同様に、クリーム4号地に窓周りと前面窓下、車体裾と雨どいを赤色（赤2号）で塗装した 。

### 主要機器
走行に必要な機器はほぼM2車に集中配置し、T1・T3車にサービス機器を分散配置している。

#### 台車
1軸駆動の動台車（DT97）・付随台車（TR98）とも181系などの新系列気動車の構造に準じており、軸箱支持にゴム・コイルばねを併用したリンク式の空気ばね台車である。何れも横圧軽減のため軸距は1,800 mm と非常に小さく  、車輪径も動力台車は従来の気動車に準じた 860 mm であるが、付随台車は低床化・低重心化のために 800 mm 径に縮小されている。また、曲線高速通過のために591系電車と同様の心皿移動装置を設けているほか、付随台車については自然振子式の車体傾斜を行う機構が装備されたが、動台車は動力伝達の関係上、車体傾斜機構は持たない。

#### 車体傾斜関係
591系電車と同様に、曲線高速通過時の乗り心地向上を狙って、自然振子式車体傾斜装置（コロ式）を搭載し、傾斜角度は591系と同様6°の傾斜が可能である 。本系列の車体傾斜は、先頭のT1・T3車のみ実施し、中間のM2車は実施しない。これは、推進軸による動力伝達を行うため、その振れ角度が大きくなることを防ぐためである。このため、M2車は客室は設けず、動力関係や出入台など、車体傾斜をしないほうが都合が良い機器と設備を集約させている。
前述したように、先頭台車の枕梁はそのまま中間連結部まで中梁という形で伸びているが、T1・T3車の車体はこの枕梁=中梁上に設けられたコロによって支持されており、この上で通常のコロ式車体傾斜車両と同様に車体を傾斜させている。

#### 駆動機関・変速機
ガスタービンエンジンの鉄道車両での使用については、ガスタービンエンジンで発電した電気により駆動する電気式気動車の一種、電気式ガスタービン車（カナダ・アメリカで運行されたUACターボトレインなどが該当）と、ガスタービンエンジンからタービン羽と機械式変速機（あるいは液体変速機）を通じて直接駆動力を取り出す、機械式（液体式）ガスタービン車（フランスのターボトレイン〔チュルボトラン〕などが該当）があるが、本車では出力軸の回転力を直接用いる機械式ガスタービン駆動を採用した。
ガスタービン機関は石川島播磨重工業がゼネラル・エレクトリックとの技術提携によって国産化したIM100-2R型ターボシャフトエンジン（1,050 ps）を搭載した  このターボシャフトエンジンは、たった165 kgの重量しかなく、従来の181系のV型12気筒ディーゼルエンジンと比べて2倍以上の出力で1/21程度の重量と大幅な軽量化を達成している 。
当初、ガスタービン機関は低重心化も兼ねて通常の気動車と同様、床下に搭載する計画であったが、低床化により床下にスペースがなく、M2車を機械室と通路のみの動力車として、床上に搭載した。また、M2車には吸気室があり、慣性分離フィルターとビニロックフィルターを併用して、空気を浄化し、機関へ送り込んでいる。
ガスタービンから取り出した動力は、ギヤカップリングによってはすば歯車（1段、アイドラ軸付き）に入力され、ワンウェイクラッチを通じて逆転減速機に入力され、床下の推進軸によって動台車を駆動している 。推進軸は比較のため、1本は従来からの十字軸接手、もう1本は等速ボールジョイントを採用した。

#### 制動方式・装置
ブレーキ装置は181系気動車・591系電車と同じCLE系電磁自動空気ブレーキ（C16B）を採用しているが、応答性を高める改良が行われている。
基礎ブレーキ装置は181系で実績のある油圧ディスクブレーキであり、滑走検知装置を設けている。

#### その他
客室内は2人がけ回転クロスシートが予定されていたが、試験のため実際には一部が設置されるにとどまった。
サービス用電源の供給はM2車機器室内に搭載された、キハ65形と同様の4VKディーゼル機関によって発電機（70 kVA 50 Hz）を駆動することによって行われ、空気圧縮機もこれによって駆動する。
冷暖房装置（AU93形）はT1・T3車の床下搭載とされた。この空調装置は国鉄車両として初めての予冷誘引式が採用されており、吸引された外気を床下設置の空調ユニット2基に内蔵された冷却器で予冷（冬季はヒーターによって予熱）し、車内のノズルから吐出、室内空気は再び取り込まれて別の冷却器によって冷やされ、再び車内のノズルから予冷された外気とともに吐出される仕組みとなっている。
T3車の連結部には便所1器が設置されており、試作車であるため洗面所は省略されたが、便所向かいには男子用小便所と洗面台を設置できるスペースが準備されていた 。
また、本車の特徴として、極度の低床化がなされているために、連結器高さが通常の800 mm と異なり 600 mm と低い。このため、試験・回送などで在来車と連結するために、先頭部には従来高さの自動連結器と併結可能なよう、先端がL字状に折れ、ナックルが固定式の偏心連結器を装備しており、緩衝器にも新開発のゴム緩衝器を採用した。

### ユニット構成
前述したようにM2車は動力関係と出入り台のみを設けており、一方でT1・T3車は出入り台がなく、ほぼすべてが客室となっている。

#### T1
制御車（定員60名）。運転台の他はすべて普通客室である。床下には冷房装置のほかM2車に供給するメイン燃料タンク（700 L×2, 計1,400 L）を設ける 。構体自体の制作は富士重工業が担当した。

#### M2
動力車（定員なし）。3車体ユニットのボギー構造の中間車体。7 m 級の車体の両端にT1・T3車用の出入口を持ち、その間は片通路式の通路の他は前位側から吸気室、ガスタービンエンジン、サービス電源発電用ディーゼルエンジンからなる機器室で占められている。このため、片方の側面は通路用の窓が並ぶが、もう一方は空気取り入れ口があるのみで窓はない。このほか床上には空気圧縮機、補助燃料タンク（500.15 L）を設ける。なお、本車体は各種機器類の搬入出のために、屋根と機器室側面が取り外し可能となっているほか、室内からも機器室にアクセスできるよう5つの扉を設けた。また、機器室は防音のため、厚さ50 mm の防音壁で囲われている。本車体のみ前述したように普通鋼製であり、構体も含めて大宮工場で製作した。

#### T3
制御車（定員52名）。運転台の他はほぼ普通客室で占められているが、T1車と異なり、M2車との連結部に便所を設け、その向かいには洗面所と男子小便所の準備工事も行われているため定員が少ない。床下には冷房装置の他、水タンク（700 L）を設ける。構体自体の制作は新潟鐵工所が担当した。

## 試験
車両は新造直後の1972年（昭和47年）3月24日に大宮工場にて公開され、同月30日に川越線で公式試運転を行った。その後は大宮工場内での定置試験ののちに、5月17日に大宮工場を出場した。
翌5月18日付でキハ391系は米子機関区に配置となり、6月6日から9日に山陰本線・伯備線（米子駅 - 上石見駅）で85 km/h までの一般走行試験 、6月20日から23日に山陽本線（岡山駅 - 吉永駅）にて120 km/h までの一般走行試験 、6月28日には山陰本線・伯備線（米子駅 - 新見駅）でトンネル内の上り25 ‰勾配上での停止・起動を伴う勾配起動試験を行った 。このうち、トンネル内勾配起動試験においては、100 ℃を超える高温の排気を再び吸気してしまうことにより安全装置が作動し、エンジンが停止してしまう事態を再三生じた。その後は同年8月2日に速度向上試験中にクラッチが破損する事故が発生し、クラッチの改良を行った。しかし、試験再開初日の10月15日、米子駅構内にて入換中に再びクラッチの破損事故が生じ、自走不能となった。
このためクラッチの再設計・改造を行うこととなったが、この改造期間は3か月に及んだため、併せてここまでの試験で問題となっていた点をいくつか改造によって改善を試みることとなった 。具体的には騒音低減のため排気消音機の改造、トンネル内で排気を吸気してしまうこと、及びT1車が先頭となった時に高温の排気が屋根上の放熱器用冷却空気取入口に流入することを防止するための屋根上整風板新設、騒音低減のためにサイレンサー内部の空気の流れを均一にする排気風道内排気整流板設置の改造を行った 。改造は翌1973年（昭和48年）1月下旬に完了し、1月27・28日に後藤工場構内にて定置試験、同月29・30日に山陰本線・伯備線米子駅 - 上石見駅間にて改造点の機能確認を実施した 。
その後は盛岡地区にて耐寒耐雪試験を実施するため、2月13日から15日にかけ田沢湖線・奥羽本線（盛岡駅 - 秋田駅）で試験走行を行った。しかし、同年は暖冬であり、外気取入口や振子装置への着雪などについて十分な試験はできなかった 。また、曲線通過速度も本則もしくは凍上のため5 km/h、最高速度も田沢湖線内 85 km/h、奥羽本線内 95 km/h と抑えての走行であったが、より高速での走行も実施していた伯備線より乗心地は悪化した。このほか、2月21・22日に空調システムについて盛岡工場内で定置試験を実施した 。
3月からは再び中国地方での試験に戻り、3月7日から9日に山陰本線・伯備線（米子駅 - 生山駅）、同月12日から14日に山陰本線（米子駅 - 鳥取駅）で曲線速度の向上試験、同月22日から26日に山陽本線（岡山駅 - 吉永駅）で直線速度の向上試験及びブレーキ試験を行った。特に山陽本線での試験では最高速度130km/hを記録し、同年度の試験を終了した 。

## 試験後

### 当初の試験計画
当初1973年（昭和48年）度は長期走行試験を実施して量産先行車制作へのデータを収集する計画であった 。

### ボギー構造の第2次試験車構想
しかし、同年7月に発表された堀田 (1973)によると量産車の構想は連接車から20 m 級ボギー車による1M1Tのユニット方式に変化した 。これはキハ391系で主に連接構造に起因する　次の諸問題が露呈していたことによる。
1. 391系が採用していた前述の特殊な連接構造では、中梁の存在によって空気ばねの支点を高くすることが出来ず[注 9]、車体がローリングを起こしやすい欠点があった。また、構造も複雑であるため、20 m ボギー車とすることで構造の簡素化、部品の標準化を図る[42] [45]。
2. 曲線出入時に中梁と先頭台車枕梁を結ぶZリンク部の応力が過大となり、軌道にかかる横圧軽減のために心皿移動を行うとZリンク部にかかる応力がさらに増大したため、現在の構造では長期間の使用に耐えないと考えられた。それに対して構造強化のため中梁の配置スペースを大きくとると、艤装面や重量、重心の面で不利となるため、通常構造のボギー車が望ましいと考えられた[42] [45]。
3. ガスタービン車の課題の一つである騒音の低減のため、吸気部・排気部の消音器の容量を大きくし、ガスタービンエンジンと消音器の距離をなるべく長くとる方が有利とされたため、ガスタービンエンジンは床下搭載のほうが有利となる。また、床下搭載とすることで、さらなる低重心化と定員増加の面でも有利と考えられた。しかし、391系の構造では前述したように床下搭載は不可能であった[42] [45]。
4. 391系のM2車は軸重11 t 程度（10.5 t[5]）で2軸駆動としているが、この軸重では2軸駆動としても1,000 ps超の出力に対しては粘着力が不足で、レール・車輪踏面間が湿潤の場合、中速域で空転が発生する問題があり、4軸駆動が必要と考えられた。この艤装には通常のボギー車が適当と考えられた[42] [45]。

しかし20 m 級ボギー車を4軸駆動とした場合、エンジンがコンパクトな分推進軸が非常に長くなり、その推進軸の反作用が自然振子を抑制するのではないか、という疑念があった。このため、量産先行車の制作に先立ってボギー構造の第2次試験車を制作する計画となり、同年にすべての走行試験を終えていた591系電車を改造する計画まで立ち上がっていた  。

### ガスタービン車計画の事実上の中止
第2次試験車の改造計画が具体化した直後の1973年（昭和48年）10月、第四次中東戦争が勃発し、それ端を発した第1次オイルショックの発生により、燃料価格が高騰したことで、前述の諸課題に加えて燃費に難があるガスタービン車の開発は停止してしまった 。その後は投入候補であった田沢湖線・伯備線についても電化が決定し、新幹線のフィーダーとしてのガスタービン車は日の目を見ることはなかった。

### 留置・除籍・解体

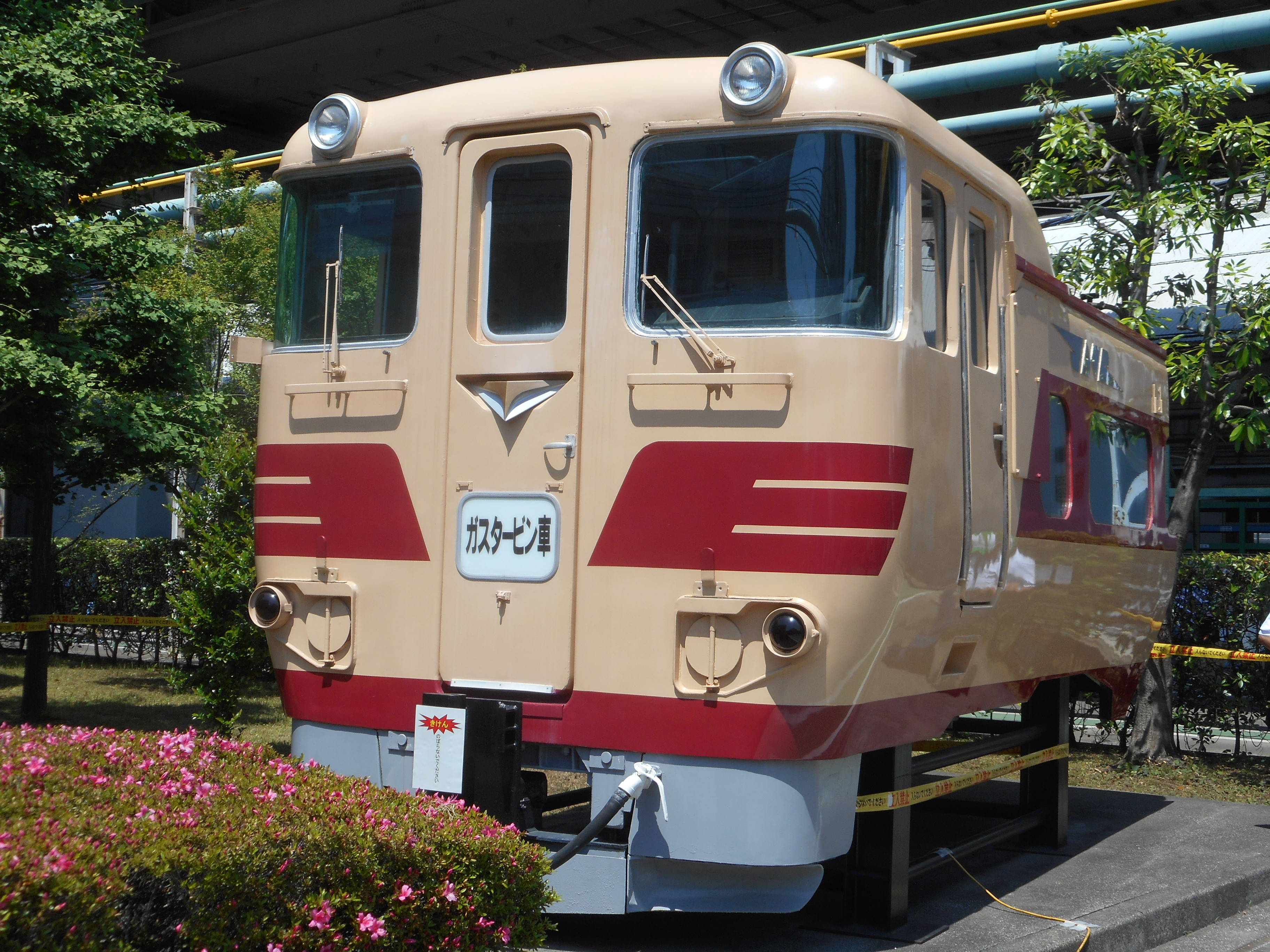
大宮総合車両センター内で保存されているカットモデル（2019年5月）

こうして開発が中断したこともあり、試験運用終了後は米子機関区で留置された状態が続いていた。その後、鉄道技術研究所に移動したのち1986年（昭和61年）4月10日付で除籍となり、製造元の大宮工場（現：大宮総合車両センター）に移動した。
2015年（平成27年）初頭には片側の前頭部をカットモデルとして保存し、その他は解体された。